# North Dakota Heritage Center

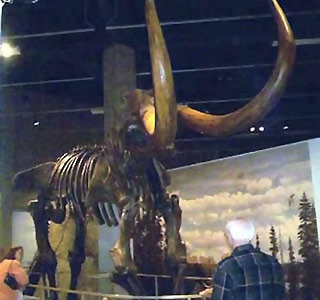
Esquelet de mastodont de mostra a l'Heritage Center

El North Dakota Heritage Center, situat als terrenys del Capitoli Estatal de Dakota del Nord a Bismarck, és el museu oficial d'història de l'estat de Dakota del Nord. El museu, que fou obert en 1967 per l'Heritage Center Commission, és gestionat per la Societat Històrica de l'Estat de Dakota del Nord i compta amb exposicions permanents i temporals. El juny de 2008, el museu, que s'ha anomenat un "Hub of History", es va convertir en la llar d'un rar dinosaure momificat.

## Exhibicions permanents
- Corridor of Time, que representa com era la vida fa milions d'anys a Dakota del Nord.
- L'USS North Dakota i Nautical North Dakota, amb fotografies històriques i objectes associats amb el cuirassat USS North Dakota, aquesta exposició també inclou objectes i fotografies d'altres vaixells amb llaços amb Dakota del Nord.
- Els ocells de Dakota del Nord. Dakota del Nord és la llar de gairebé 200 espècies d'aus, i també acull milions d'aus migratòries cada any. Aquesta mostra va obrir l'1 de juliol de 2011.